# Educación privada

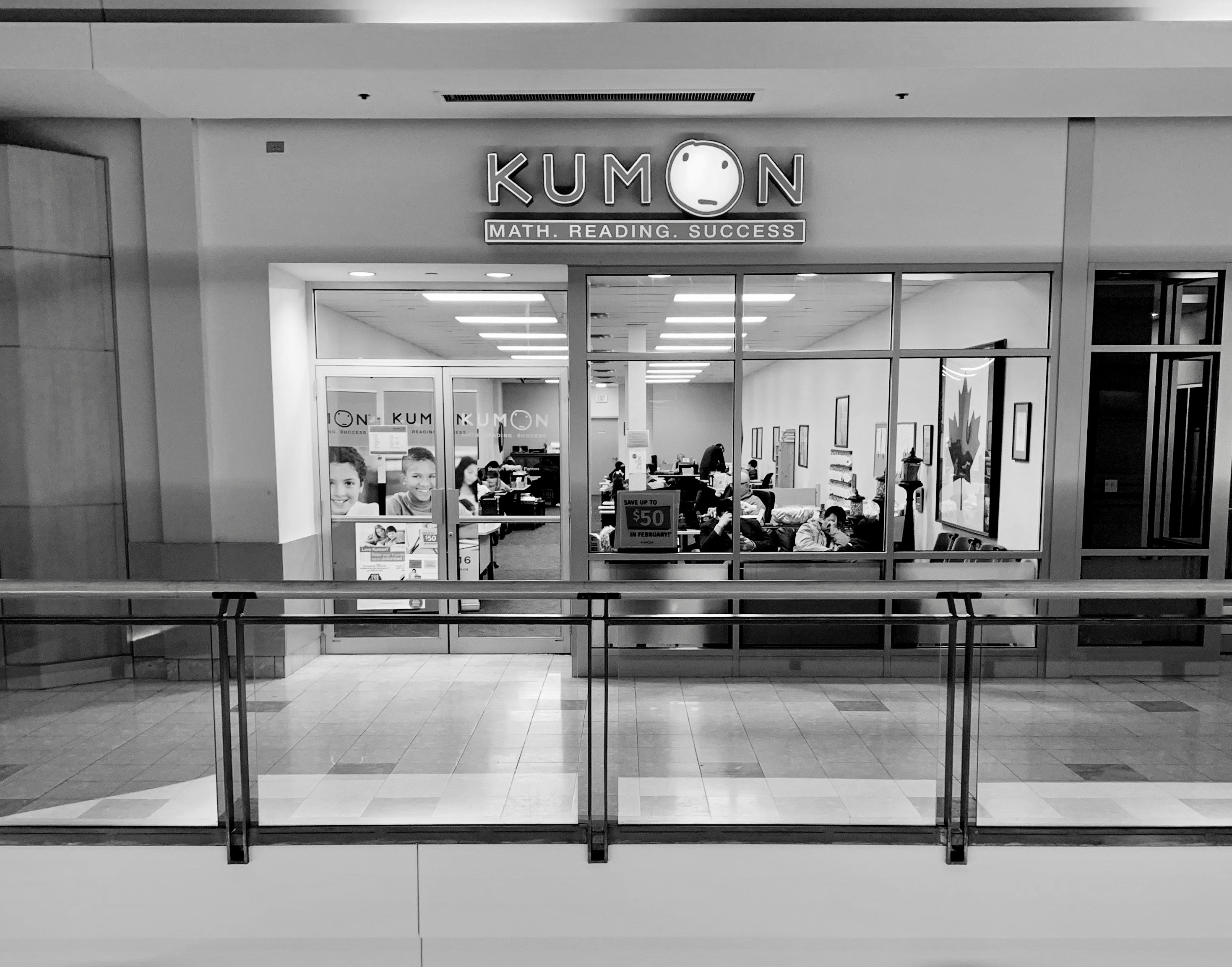
Escuela privada en la provincia canadiense de Ontario.

Educación o enseñanza privada es la educación que, a diferencia de la educación pública (dirigida por instituciones públicas), se produce en una institución educativa dirigida mediante la iniciativa privada (como una escuela privada, un colegio privado o una universidad privada); o bien mediante la dirección de un preceptor o institutriz particular, costeado por la propia familia.
Estos colegios son habitualmente de pago, pero en algunos sistemas educativos la educación privada también puede ser, en algunos casos, total o parcialmente subvencionada con fondos públicos, como ocurre en la llamada escuela concertada. En otros casos, incluye la posibilidad de acceso a cierto número estudiantes con recursos económicos insuficientes mediante algún sistema de becas.
Entre las instituciones privadas vinculadas a la educación destacan los colegios religiosos, aunque también hay numerosas instituciones educativas laicas, como las vinculadas a la llamada educación progresista.

## Por países
En algunos países el gobierno puede tener una intervención mínima en la educación pública, como en el caso de Chile o el Reino Unido, donde la educación pública queda a cargo de la comunidad (a través de escuelas privadas o comunitarias), o por el contrario, tener el control total del sistema educativo, como en el caso de los países socialistas.
En la educación en el Reino Unido los colegios privados recibieron tradicionalmente la denominación de public schools, no porque fueran de iniciativa pública o del sector público, sino porque eran "públicos" en el sentidos de estar abiertos al público, a cualquiera que pudiera pagarlos, fuera noble o plebeyo.
En algunos países, como Alemania, las iglesias o asociaciones privadas pueden hacer funcionar sus escuelas de acuerdo a sus propios principios, siempre y cuando cumplan con ciertos requisitos del Estado. Cuando se cumplen los requisitos, especialmente en el ámbito de los programas escolares, las escuelas podrán optar a recibir financiación estatal. Luego se tratan y financieramente para la acreditación como parte del sistema de educación pública, a pesar de que tomar decisiones sobre la contratación y la política de la escuela (no contratación de los ateos, por ejemplo), que el estado no podría hacerse. Es un sistema similar al de la Educación Concertada en la España actual.